# 张文彬 (1919年)
张文彬（1919年3月8日—2013年1月1日），男，山西代县人，中华人民共和国政治人物，曾任石油工业部副部长。

## 生平
2013年1月1日，因病于北京逝世。